# Metrópole de Mileto
Metrópole de Mileto (em grego: Μητρόπολις Μιλήτου) foi uma diocese eclesiástica do Patriarcado Ecumênico de Constantinopla no sudoeste da Ásia Menor, na moderna Turquia. A sé de Mileto é atestada desde o século IV, foi elevada a arcebispado em meados do século VI e tornou-se sé metropolitana no século XII. A metrópole permaneceu ativa até 1369.

## História
A sé é atestada desde o começo do século IV, quando o bispo de Mileto é atestado no Primeiro Concílio de Niceia (325). No século V, pode ter sido também a sé duma diocese ariana. Por 538, foi elevado a arcebispado autocéfalo. Ela foi classificada entre a 6ª e 15ª posição das arquidioceses do Patriarcado de Constantinopla no período bizantino médio (séculos VII-XII) segundo as várias Notitiae Episcopatuum.
Provavelmente no começo do século XII — certamente por 1166 — foi elevado ao estatuto de metrópole (classificada entre 81ª e 101ª ou 102ª no período Paleólogo). No século XIII, foi também referida como Palácia, em homenagem à fortaleza bizantina do Éfeso. A sé permaneceu ativa até 1369, quando cessou suas atividades devido às convulsões da conquista otomana da região. Foi depois recompensada como uma diocese titular dos metropolitas de Afrodísias.

## Bispos
Segundo E. Ragia:
- Cesário Eusébio (325) - presente no Primeiro Concílio Ecumênico (1º de Niceia);
- Ambrácio (343/4);
- Hiaquinto (536–538);
- João (século VI);
- Jorge (ca. 681–692) - presente no Sexto Concílio Ecumênico (3º de Constantinopla) e o Concílio Quinissexto;
- Epifânio (787) - presente no Sétimo Concílio Ecumênico (2º de Niceia);
- Pedro (843, 847);
- Inácio (879);
- Sofrônio (século IX);
- Nicéforo (965–969?);
- Miguel (séculos X/XII);
- Nicetas (?–1170);
- Nicéforo (1170–?);
- Nicetas (1172);
- Nicéforo (?–1256);
- Nicandro (1256–?);
- Nilo (1365–1369).